# Amerinus fuscicornis
Amerinus fuscicornis är en skalbaggsart som beskrevs av Thomas Casey. Amerinus fuscicornis ingår i släktet Amerinus och familjen jordlöpare. Inga underarter finns listade i Catalogue of Life.